# 愛知県立熱田高等学校
愛知県立熱田高等学校（あいちけんりつ あつたこうとうがっこう）は、愛知県名古屋市熱田区千年一丁目にある県立高等学校。

## 設置学科
- 全日制課程：普通科
- 定時制課程：普通科

## 教育目標
- 正浄・真剣・敬和を精神的基盤として、品格ある人間を啓培する。
- 自主性・創造性・積極性に満ちた気力ある人間を培育する。
- わが国及び国際社会の発展に寄与しうる健康なる人間を育成する。

## 沿革
熱田空襲で攻撃対象となった戦闘機などを生産していた航空機工場であった愛知時計電機の跡地に、1953年（昭和28年）に第二次世界大戦後初の愛知県立高等学校として開校した（旧制中学としての歴史はなく、純粋に新制高校）。そのため、校庭には空襲で損壊したがれきなどが埋まっており、開校当初は雨などが降ると運動場にがれきが露出し、除去する必要が生じた。
- 1953年（昭和28年） - 愛知県立熱田高等学校が開校する。[1][注釈 1]
- 1973年（昭和48年） - 学校群制度による1期生入学。惟信高校と名古屋9群、瑞陵高校と名古屋10群を組む。
- 1989年（平成元年）- 複合選抜入試制度による1期生入学。尾張1群Aグループに属する。
- 2003年（平成15年) - 開校50周年記念式典を挙行する。
- 2022年（令和4年） - 開校70周年事業として、校庭の大部分が人工芝へ改修された。なお、この人工芝は、ナゴヤドームで使用されていたものである。

## 部活動

### 運動部
- サッカー部
- 硬式テニス部
- 軟式テニス部
- 陸上部
- バスケットボール部
- バレーボール部
- ハンドボール部
- 剣道部
- 柔道部
- 卓球部

### 文化部
- 吹奏楽部
- ESS部
- ボランティア部
- 囲碁将棋同好会
- 演劇部
- 化学部
- 合唱部
- 写真部
- 書道部
- 生物部
- 茶華道部
- 天文部
- 美術部
- 物理部
- 文芸部
- 放送部
- 料理部

※女生徒によるTiktokが盛んである。

## 進路
卒業生の8割以上の生徒が大学に進学する。
2018年（平成30年）は317名のうち、国公立大へ28名。四年制私立大へ207名、その他短期大学、専門学校などへ進学した。
また地元私立大はじめ首都圏や関西圏の主な大学より指定校推薦を受けている。

## 教育環境
授業は1時限50分。月・木曜が7限、火・水・金曜が6限まで、週当たり32時間授業である。
定期テストは年間5回。その他に、実力テスト、オリエンテーションテスト、校外模試などがある。
また2年生から文系と理系に分かれるため、1年生の間に文理選択を行う。
「文武両道」を標榜し、部活動と学習に力を注いでいる。しかし、指定校推薦の割合が半数近くに上ることから「文武両道」という謳い文句に対する批判的な意見もある。

## 著名な出身者
- 伊藤俊幸 - 海上自衛官
- 河原龍夫 - 歌手
- 木下あゆ美 - 女優
- さくら - 元タレント、元女優
- 三遊亭圓丈 - 落語家
- 友部正人 - フォークシンガー
- 向井滋春 - トロンボーン奏者
- 木村隆秀 - 政治家(元衆議院議員)
- 渡辺宜嗣 - 元テレビ朝日アナウンサー
- 黒宮千香子 - フリーアナウンサー
- 磯部稔 - 名古屋大学名誉教授
- 大谷光徳 - 実業家
- 橋本孝之 - 日本アイ・ビー・エム元取締役会長
- 瀬戸貴幸 - プロサッカー選手
- 志治達雄 - 元サッカー選手
- 西山孝朗 - 元サッカー選手
- 十碧れいや - 元宝塚歌劇団星組男役
- 鈴木忠平 - ノンフィクション作家

## 周辺
- 名古屋市立千年小学校
- 名古屋市立船方小学校
- 名古屋千年郵便局
- イオンタウン熱田千年店
- 七里の渡し
- 熱田神宮
- 名古屋国際会議場

## 交通手段
- 名鉄名古屋本線 神宮前駅下車、駅前「神宮東門」5番バスのりばから名古屋市営バス「幹神宮1」系統で「千年1丁目」停留所下車、徒歩で約1分（神宮前駅から約15分）。
- 名古屋市営地下鉄名城線 熱田神宮伝馬町駅下車、駅前「熱田伝馬町」バスのりばから名古屋市営バス「幹神宮1」系統で「千年1丁目」停留所下車、徒歩で約1分。
- JR東海東海道本線 熱田駅下車、駅前「熱田駅」バスのりばから名古屋市営バス「金山25」系統で「南一番町」停留所下車。もしくは駅前「熱田区役所」バスのりばから名古屋市営バス「幹神宮1」系統で「千年1丁目」停留所下車。
- JR東海道本線・名鉄名古屋本線・名古屋市営地下鉄名城線・名港線 金山駅下車、駅前「金山」バスのりばから名古屋市営バス「金山25」系統で「南一番町」停留所下車。
- 名古屋市営地下鉄名港線 東海通駅下車、駅前「東海通」バスのりばから名古屋市営バス「幹神宮1」系統で「千年1丁目」停留所下車。